# Cueta gracilis
Cueta gracilis is een insect uit de familie van de mierenleeuwen (Myrmeleontidae), die tot de orde netvleugeligen (Neuroptera) behoort. 
Cueta gracilis is voor het eerst wetenschappelijk beschreven door Navás in 1924.